# Ronan
Ronan是美国创作歌手泰勒絲2012年9月8日在iTunes Store发行的一首公益歌曲。泰勒絲曾阅读马雅·汤普森的博客，博客内容与马雅2011年死于神经母细胞瘤的儿子罗南·汤普森（Ronan Thompson）相关。泰勒絲引用馬雅的部落格上的話，写下了这首歌並製作這首歌。2012年9月，泰勒絲在电视节目《对抗癌症》首次现场表演了本歌曲。在此之后则只在马雅·汤普森出席的1989世界巡迴演唱會的格蘭岱爾站公开表演了本歌曲。歌曲取得的全部收入均捐献给了与抗癌相关的事业。

## 背景
泰勒絲在阅读了马雅·汤普森的博客后写下了这首歌曲。马雅是2011年一名死于神经母细胞瘤的儿童罗南·汤普森的母亲。马雅于2010年8月罗南被诊断患病后开始在博客上记录罗南与病魔抗争的全过程，直到2011年5月，罗南在他四岁生日前三天去世。在罗南去世之后，马雅仍然坚持写着博文，以此怀念罗南，并为儿童抗癌事业募款。
2011年10月，泰勒絲邀请马雅观看泰勒絲在格蘭岱爾Jobing.com竞技场的演出。泰勒絲告诉马雅自己写了一首以马雅博客内容为基础的歌曲，马雅表示，当她听到泰勒絲说“我为罗南写了一首歌”的时候，“我泪流满面，但远不止这些。她不仅为你（罗南）写了一首歌，还问我我能在国家电视网表演它吗。”泰勒絲将马雅列为歌曲的创作人之一，之后在美国iTunes Store发行了歌曲，并在不久后于《对抗癌症》现场表演了歌曲。歌曲取得的全部收入均捐献给了与抗癌相关的事业。

## 词曲
编曲上，《羅南》主要被认为是一首乡村歌曲。而《Spin》的馬克·赫根则认为《羅南》是軟搖滾歌曲。歌曲由泰勒絲創作及製作，她在創作時引用馬雅·湯普森的部落格上的話。

## 乐评
《羅南》收获了乐评的好评。《滾石》表示歌曲“让人心碎”。的比尔·杜克写道：“很明显（泰勒絲）正说出了马雅·汤普森的声音……”《亚利桑那共和报》的艾德·马斯里认为“《羅南》也许是（泰勒絲）作为一名艺人的最佳时刻。”

## 榜单成绩与销售认证
《羅南》以220,000份首周数字下载量空降《告示牌》热门数字歌曲榜第2名与《告示牌》百强单曲榜第16名。
| 榜单（2012年）                   | 最高 排位 |
| -------------------------------- | --------- |
| 美国（《告示牌》百大單曲榜）     | 16        |
| 美國（《告示牌》热门乡村歌曲榜） | 34        |

| 地區                                  | 认证 | 认证单位/销量 |
| ------------------------------------- | ---- | ------------- |
| 美国（美國唱片業協會）                | 金   | 500,000*      |
| *僅含認證的實際銷量 ^僅含認證的出貨量 |      |               |

## 曲目列表
数字下载
1. "Ronan" – 4:25